# GNU Free Documentation License

A GFDL logó

A GNU Free Documentation License (GNU FDL vagy GFDL), azaz a GNU szabad dokumentációs licence egy szövegekre vonatkozó szabad licenc, amelyet a Free Software Foundation tervezett a GNU projekthez. A licenc eredetileg a GPL programokhoz tartozó dokumentációk, kezelési útmutatók, tankönyvek és egyéb kiegészítő anyagok számára készült, de bármilyen szöveges műre alkalmazható; mára számos könyv és internetes oldal használja. Korábban a Wikipédia szövege is kizárólag GFDL alatt volt felhasználható; ma kettős licencelésű – lásd lent.
A licenc lényege – más szabad licencekhez hasonlóan –, hogy a mű szabadon terjeszthető (akár pénzért is) és szabadon módosítható, feltéve, hogy feltüntetik az eredeti szerzőt, és a lehetővé teszik mindenkinek a mű – módosítás esetén az új mű – GFDL szerinti felhasználását, módosítását és továbbterjesztését.

## Másodlagos szakaszok
Bár a GFDL szövegek rendszerint szabadon módosíthatóak, a szerzők kijelölhetnek a szövegben bizonyos másodlagos szakaszokat (Secondary Sections), amelyekre különféle korlátozások érvényesülnek. Ezeknek a szakaszoknak a szerzőknek vagy a kiadóknak a műhöz való viszonyáról kell szólniuk, a mű témájával nem foglalkozhatnak. A céljuk, hogy biztosítsák, hogy a korábbi szerzők kilétét, hozzájárulásának mértékét, a művel kapcsolatos üzleti, jogi, politikai, erkölcsi vagy filozófiai álláspontját ne lehessen eltitkolni vagy meghamisítani a későbbi változtatások során.
A másodlagos szakaszoknak számos változata van: nem változtatható szakaszok (Invariant Sections), amiket a későbbi módosítás során nem lehet megváltoztatni vagy kitörölni, pár soros címlap- és hátlapszövegek (Front Cover Texts, Back Cover Texts), amiket a cím- illetve hátlapon kell megjeleníteni, és meg nem változtatható címek (Entitled XYZ). A GFDL szabályozza azt is, hogy a korábbi szerzők listáját hogyan szabad módosítani.
A dokumentumot módosító nem változtathatja meg a korábbi szövegek státuszát, de a maga által hozzáadott szöveg egyes részeit tetszés szerinti másodlagos szakasszá nyilváníthatja

## Transzparens másolat
Aki a GFDL dokumentumot olyan formátumban terjeszti, ami számítógéppel nem dolgozható fel (ilyen például a nyomtatott szöveg vagy a PDF fájl), az köteles egy transzparens, géppel feldolgozható másolatot is elérhetővé tenni, például letölthetővé tenni a dokumentum nyers szövegét az internetről. (A dokumentumot csak kis példányszámban terjesztőkre ez a megkötés nem vonatkozik.)

## Kritikák
A GFDL-t érő egyik fő kritika a licenc rugalmatlansága: mivel a licencet eredetileg felhasználói kézikönyvekhez szánták, számos korlátozása kényelmetlen lehet rövid vagy sűrűn változó szövegek esetén. Például az a követelmény, hogy a több oldalnyi licencszöveget mindig mellékelni kell az eredeti műhöz, közel lehetetlenné teszi GFDL dokumentumok újságban vagy más rövid nyomtatott szövegben való közlését.
A Debian, az egyik nagy Linux disztribúció fejlesztői a 2003-ban a „nem szabad” kategóriába sorolták a GFDL-t, mivel az szerintük nem kompatibilis a Debian Szabad Szoftver Irányelvekkel; mindenekelőtt a nem változtatható szakaszok létét és a DRM tiltását kifogásolták. A fejlesztők végül 2006-ban megszavazták, hogy a nem változtatható szakaszokat nem tartalmazó GFDL dokumentumok (de csak azok) szabadnak minősülnek.
Sok problémát okoz a GFDL más szabad licencekkel, mindenekelőtt a Creative Commons Attribution–ShareAlike licenccel való inkompatibilitása is. A GFDL inkompatibilis a GPL licenccel is, így egy GPL alatti kódrészletet nem lehet megjelentetni a programról szóló GFDL alatti könyvben.

## A licenc fejlődése
A GFDL vázlatát 1999 végén tették közzé; az első, 1.1-es verziót 2000 márciusában, a második, 1.2-est 2002 novemberében, a jelenlegi, 1.3-ast pedig 2008 novemberében publikálták. A tervezett 2-es verzió és a rugalmatlansággal kapcsolatos kritikák megválaszolására szánt GSFDL (GNU Egyszerűbb Szabad Dokumentációs Licenc) vázlatát 2006 szeptemberében tették közzé. A GFDL 2-es verziója a tervek szerint könnyebbé teszi a fordítást és a részletek felhasználását, a GSFDL pedig nem tartalmaz cím- és hátlapot, illetve nem módosítható szakaszokat.

## GFDL-t használó projektek
- A Wikimédia Alapítvány legtöbb projektje, ideértve a Wikipédiat is. (Kivétel a Wikivoyage és a Wikihírek.) – 2009 június 15-től kettős licenceléssel: Creative Commons Nevezd meg! – Így add tovább! 3.0 és GFDL.[4]
- A legtöbb GNU projekt.[5]